# Ernstmayria apostolostrichasi
Ernstmayria apostolostrichasi är en spindeldjursart som beskrevs av Bozidar P.M. Curcic och Dimitrijevic 2006. Ernstmayria apostolostrichasi ingår i släktet Ernstmayria och familjen helplåtklokrypare. Inga underarter finns listade i Catalogue of Life.